# 大能光寺
大能光寺，巴利語：，另按古音音译为摩诃释迦楞始，今音为“马哈释迦楞西”）是一座位于缅甸内比都联邦区的佛寺。寺内坐拥一座9.8米高，700吨重的大理石佛像。大理石来自曼德勒北部604公里处的采石场。